# Arquidiocese de Saint Louis
A Arquidiocese de Saint Louis (Archidiœcesis Sancti Ludovici) é uma é uma circunscrição eclesiástica da Igreja Católica situada em Saint Louis, Missouri, Estados Unidos. Seu atual arcebispo é Mitchell Thomas Rozanski. Sua Sé é a Catedral de Saint Luis.
Possui 185 paróquias servidas por 677 padres, contando com 25,9% da população jurisdicionada batizada.

## História
A diocese de Saint Louis foi ereta em 18 de julho de 1826 com o breve Inter multiplices do Papa Leão XII, recebendo o território da diocese de Durango (hoje arquidiocese) e da diocese de New Orleans e das duas Flóridas (hoje arquidiocese de Nova Orleães).
Originalmente era sufragânea da arquidiocese de Baltimore e foi, de longe, a maior diocese americana, com uma área igual à de outras nove dioceses americanas daquele tempo. Compreendia o Missouri, a parte ocidental do Illinois e todos os territórios a oeste do rio Mississippi e a norte da Louisiana.
Cedeu várias vezes porções de seu território para a criação de novas circunscrições eclesiásticas:
- em 28 de julho de 1837 à diocese de Dubuque (atualmente arquidiocese);
- em 28 de novembro de 1843 às dioceses de Chicago (atualmente arquidiocese) e de Little Rock;
- em 1 de novembro de 1843 ao vicariato apostólico do Território do Oregon (hoje arquidiocese de Portland no Oregon).

Em 20 de julho de 1847 foi elevada ao posto de arquidiocese metropolitana.
Em seguida cedeu várias partes do seu território em vantagem da ereção de novas circunscrições eclesiásticas:
- em 3 de março de 1868 à diocese de Saint Joseph;
- em 10 de setembro de 1880 à diocese de Kansas City (a diocese de Saint Joseph e Kansas City são hoje unidas na diocese de Kansas City-Saint Joseph);
- em 11 de março de 1883 ao vicariato apostólico de Montana (atual diocese de Helena);
- em 16 de junho de 1911 outra parte territorial para a diocese de Saint Joseph;
- em 2 de julho de 1956 à diocese de Springfield-Cape Girardeau e de Jefferson City.

## Prelados
| #                      | Nome                                    | Período    | Notas                                                         |
| Arcebispos             | Arcebispos                              | Arcebispos | Arcebispos                                                    |
| ---------------------- | --------------------------------------- | ---------- | ------------------------------------------------------------- |
| 10º                    | Mitchell Thomas Rozanski                | 2020-atual |                                                               |
| 9º                     | Robert James Carlson                    | 2009-2020  |                                                               |
| 8º                     | Raymond Leo Burke                       | 2003-2008  | Nomeado Prefeito do Supremo Tribunal da Assinatura Apostólica |
| 7º                     | Justin Francis Rigali                   | 1994-2003  | Nomeado Arcebispo de Filadélfia                               |
| 6º                     | John Lawrence May †                     | 1980-1992  |                                                               |
| 5º                     | John Joseph Cardeal Carberry †          | 1968-1979  |                                                               |
| 4º                     | Joseph Elmer Cardeal Ritter †           | 1946-1967  |                                                               |
| 3º                     | John Joseph Cardeal Glennon †           | 1903-1946  |                                                               |
| 2º                     | John Joseph Kain †                      | 1895-1903  |                                                               |
| 1º                     | Peter Richard Kenrick †                 | 1847-1895  |                                                               |
| Arcebispos-coadjutores |                                         |            |                                                               |
|                        | John Joseph Glennon                     | 1903       |                                                               |
|                        | John Joseph Kain                        | 1893-1895  |                                                               |
|                        | Patrick John Ryan                       | 1872-1884  | Nomeado Arcebispo de Filadélfia                               |
| Bispo-auxiliar         |                                         |            |                                                               |
|                        | Mark Steven Rivituso                    | 2017-2025  | Nomeado Arcebispo de Mobile                                   |
|                        | Edward Matthew Rice                     | 2010-2016  | Nomeado Bispo de Springfield-Cape Girardeau                   |
|                        | Robert Joseph Hermann                   | 2002-2010  | Bispo auxiliar emérito                                        |
|                        | Timothy Michael Dolan                   | 2001-2002  | Nomeado Arcebispo de Milwaukee                                |
|                        | Joseph Fred Naumann                     | 1997-2004  | Nomeado Arcebispo-coadjutor de Kansas City                    |
|                        | Michael John Sheridan                   | 1997-2001  | Nomeado Bispo-coadjutor de Colorado Springs                   |
|                        | Edward Kenneth Braxton                  | 1995-2000  | Nomeado Bispo de Lake Charles                                 |
|                        | Paul Albert Zipfel                      | 1989-1996  | Nomeado Bispo de Diocese de BismarckBismarck                  |
|                        | James Terry Steib, SVD                  | 1983-1993  | Nomeado Bispo de Memphis                                      |
|                        | Edward Joseph O'Donnell                 | 1983-1994  | Nomeado Bispo de Lafayette                                    |
|                        | John Nicholas Wurm                      | 1976-1981  | Nomeado Bispo de Belleville                                   |
|                        | Edward Thomas O'Meara                   | 1972-1979  | Nomeado Arcebispo de Indianápolis                             |
|                        | Charles Roman Koester                   | 1971-1991  |                                                               |
|                        | Joseph Alphonse McNicholas              | 1969-1975  | Nomeado Bispo de Springfield                                  |
|                        | George Joseph Gottwald                  | 1961-1988  |                                                               |
|                        | Glennon Patrick Flavin                  | 1957-1967  | Nomeado Bispo de Lincoln                                      |
|                        | Leo Christopher Byrne                   | 1954-1961  | Nomeado Bispo-coadjutor de Wichita                            |
|                        | Charles Herman Helmsing                 | 1949-1956  | Nomeado Bispo de Springfield-Cape Girardeau                   |
|                        | John Patrick Cody                       | 1947-1954  | Nomeado Bispo-coadjutor de Kansas City                        |
|                        | George Joseph Donnelly                  | 1940-1946  | Nomeado Bispo de Kansas City                                  |
|                        | Christian Herman Winkelmann             | 1933-1939  | Nomeado Bispo de Wichita                                      |
| Bispos                 |                                         |            |                                                               |
| 2º                     | Peter Richard Kenrick †                 | 1843-1847  |                                                               |
| 1º                     | Giuseppe Rosati (Joseph Rosati), C.M. † | 1826-1843  |                                                               |
| Bispos-coadjutores     |                                         |            |                                                               |
|                        | James Duggan                            | 1857-1859  | Nomeado Bispo de Chicago                                      |
|                        | Peter Richard Kenrick                   | 1841-1843  |                                                               |
|                        | John Timon, C.M.                        | 1839-1840  | Nomeado Bispo de Texas                                        |

## Documento pontifício
- (em latim) Breve Inter multiplices, in Bullarium pontificium Sacrae congregationis de propaganda fide, tomo V, Romae 1841, p. 20